# ヨハン・アルブレヒト・ベンゲル

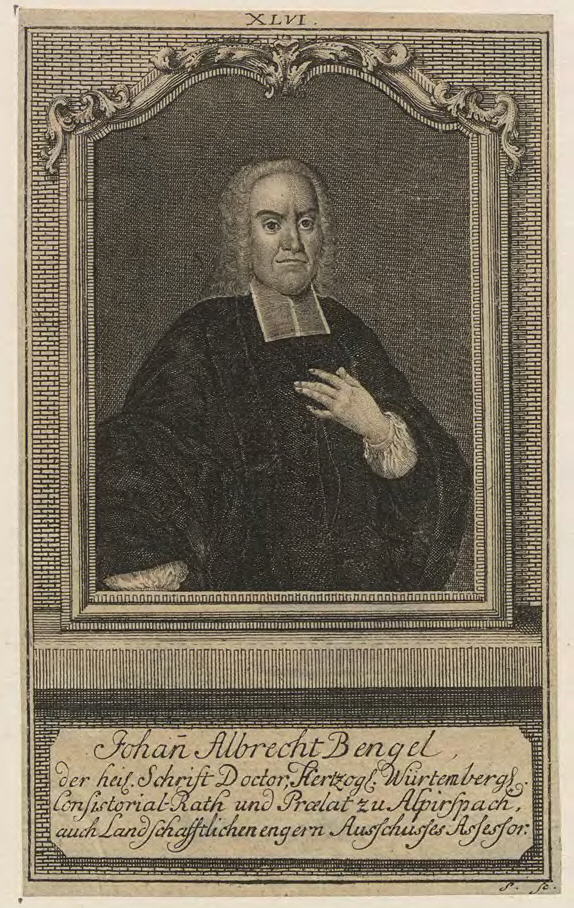
ヨハン・アルブレヒト・ベンゲル

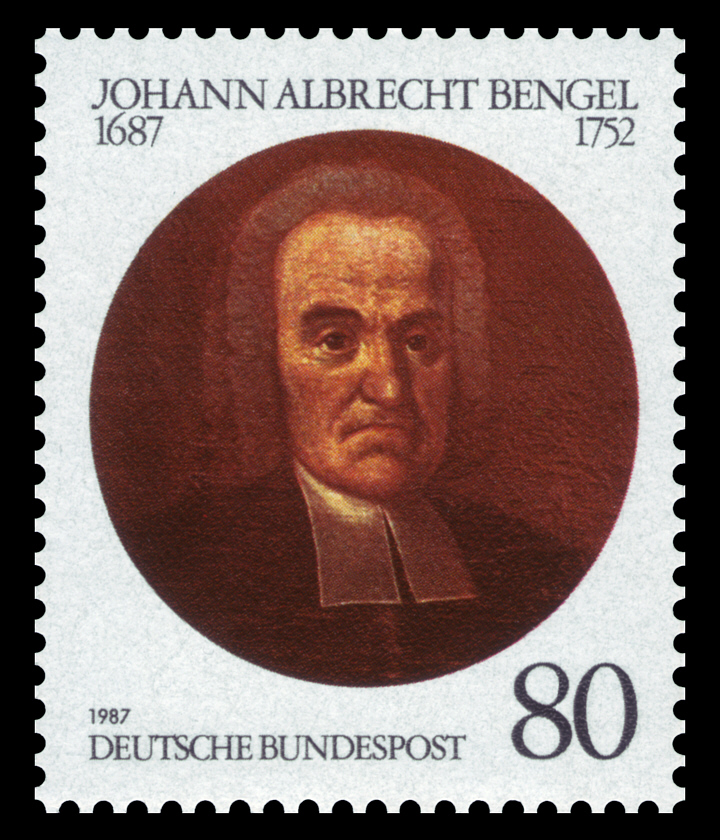
ベンゲル生誕300年記念切手（1987年、旧西ドイツ）

ヨハン・アルブレヒト・ベンゲル（Johann Albrecht Bengel、1687年6月24日 - 1752年11月2日）は、新約聖書の本文研究の草分け的なドイツの敬虔主義の聖書学者であるとされている。本文批評の原則を最初に確立した学者。

## 経歴
ベンゲルがテュービンゲン大学神学部の学生であった時に、聖書の完全霊感説についての信仰はイギリスの聖書学者ジョン・ミルのギリシア語聖書の3万もあった異読によって混乱した。そこで、本文の伝達を研究しようと決心した。
長い間の研究により、異読の数は予想よりも少なく、福音主義的な完全霊感説はゆるぎないという結論に達した。
1725年にデンケンドルフでルター派の牧師志願者予科学校で教えていた時に、新約聖書の論文を発表して、しかし、新約聖書の写本がいくつかの系統に分類されることを最初に認めた。比較的困難な読み方の写本の方が、原文に近いという、本文批評の原則を確立した。
その後、デンケンドルフ神学校の校長を長い間勤めている。
1734年にベンゲルはテュービンゲンでギリシア語新約聖書新版を出版した。その新約聖書で公認定文（テクストゥス・レセプトゥス）をあえて訂正しようとはせずに、余白に異読を列挙してコメントした。また、新約聖書の句読点を標準化して、本文をパラグラフに分けた。
1742年に新約聖書の索引『グノーモン』を出版した。その注解で、聖書の中に何か別のことを読み込ことを否定して、聖書の中で文法上の諸原則を厳密に適用することを言明した。
ベンゲルはハレの孤児院の責任をもったり、ヴュルテンベルク福音主義州教会の監督を務めるほど、個人的敬虔さは知られていたが、その説のために聖書の敵のような批判をうけた。
ベンゲルは1752年に死去するが、死後11年後に、ベンゲルの義理の息子であるフィリップ・ダーヴィット・ブルクがベンゲルの説を弁護するために「批評資料欄」の増補版を出版した。
ジョン・ウェスレーは、ベンゲルの『グノーモン』を1755年に出版した『新約聖書注解』の基礎にした。